# Balladen und Lieder für eine Singstimme mit Klavierbegleitung
Balladen und Lieder für eine Singstimme mit Klavierbegleitung opus 109 is een compositie van Christian Sinding. Het verscheen vlak na Balladen und Lieder für eine Singstimme mit Klavierbegleitung opus 107. Hij schreef een toonzetting bij vier gedichten van vier verschillende schrijvers. De liederen zijn geschreven voor zangstem en piano. Een bijzonderheid bij dit opusnummer is dat Sinding bij lied 4 een vioolstem ad libitum schreef. Voor de liederen Jane Grey en Jung Diethelm schreef Sinding ook een versie voor zangstem met (kamer)orkest. 
Dit was de laatste bundel Duitse liederen, die Sinding schreef 
De vier liederen zijn:
1. Die Sühne van Hans Caspar von Starken, met de aanduiding Leidenschaftlich
2. Kirschenballade van Nicolaus Weller met aanduiding Mäßig
3. Jane Grey van Heinrich Amman met aanduiding Nicht zu langsam
4. Jung Diethelm van Franz Goltsch met aanduiding Ruhig